# Avance sur héritage
En droit français, l'avance sur héritage, renommée avant 2006, « avance d'hoirie », est une donation reçue par un héritier en avance de l'héritage. Rapportable à la succession, elle est réévaluée et réintégrée à l'actif successoral lors du partage successoral, puis déduite de la part de celui qui en avait bénéficié, ce qui revient à la partager entre tous les héritiers.
Le code civil instituant l'avance d'hoirie permet d'aider spécifiquement l’un de ses enfants, au moment où il en a besoin, l'équilibre avec les autres étant ensuite rétabli à la succession, ce qui conduit souvent un enfant à recevoir, au décès de son père ou de sa mère, nettement moins que ce qu’il escomptait.
En raison de l'influence du droit français, des notions équivalentes existent en Belgique, en Suisse et dans d'autres pays.

## Étymologie: hoirie
En français, l'hoirie fait référence aux biens qui appartiennent à un ou plusieurs héritiers.

## Volonté du testateur
Sont considérés en droit comme une « avance d'hoirie », tous les dons à un héritier, sauf lorsque le donataire a expressément précisé le contraire. N'en font pas partie non plus les présents d'usage, selon l'article 843 du Code civil. Quant aux legs faits à un héritier, ils sont réputés faits hors part successorale, à moins que le testateur n’ait exprimé la volonté contraire, auquel cas le légataire ne peut réclamer son legs qu’en moins prenant ».

## Le cas des présents d'usage
La jurisprudence exclut cependant les « présents d’usage » de ce qui est donné en avance d'hoirie ». Parmi les présents d’usage, les cadeaux fait aux héritiers à la double condition qu’ils correspondent à une pratique familiale habituelle (cadeau de mariage, anniversaire, naissance, réussite à un examen, etc.) et ne soient pas disproportionnés par rapport au patrimoine du défunt.

## Devoir de déclaration, dons indirects et recel successoral
L’article 843 du Code civil inclut les dons indirects. Il indique que tout héritier « doit rapporter à ses cohéritiers tout ce qu’il a reçu du défunt, par donations entre vifs, directement ou indirectement ». Cet héritier ne peut soustraire les dons reçus, « à moins qu’ils ne lui aient été faits expressément hors part successorale ».
S'il dissimule la libéralité qui lui a été consentie, un héritier se rend coupable de « recel successoral ». S'il est découvert, il peut être privé de sa part dans le bien donné. Par un arrêt du 19 juillet 1989 de la 1re chambre civile de la Cour de cassation, la jurisprudence a confirmé que la dissimulation d’une donation constituait un cas de recel successoral, au même titre que la dissimulation d’un héritier, la confection d’un faux testament, ou la dissimulation d’une dette envers le défunt : l'héritier est tenu de mentionner l'existence de libéralités « lesquelles constituent un élément dont il doit être tenu compte dans la liquidation de la succession et qui peut influer sur les droits des héritiers ». Sanction du recel, l'héritier doit le rapport ou la réduction de la donation sans pouvoir y prétendre à aucune part.

## Actualisation de la valeur des donations reçues
L'article 860 du Code civil prévoit que le « rapport à la succession » tient compte de l'évolution de la valeur du bien : la moins-value ou plus-value est prise en compte. On établit dans quelle mesure une partie de cette moins-value ou plus-value est imputable à l'héritier. La plus-value est prise en compte entièrement (en proportion de l'aide reçue par rapport au montant de l'achat) lorsqu'elle est indépendante de l'action du propriétaire du bien. 
Si, avant le décès du donataire, l'héritier a racheté un autre bien avec le produit de la cession, c'est la valeur de ce bien au moment du décès qui sera rapportée (au prorata du montant réinvesti).